# Hygrocybe calciphila

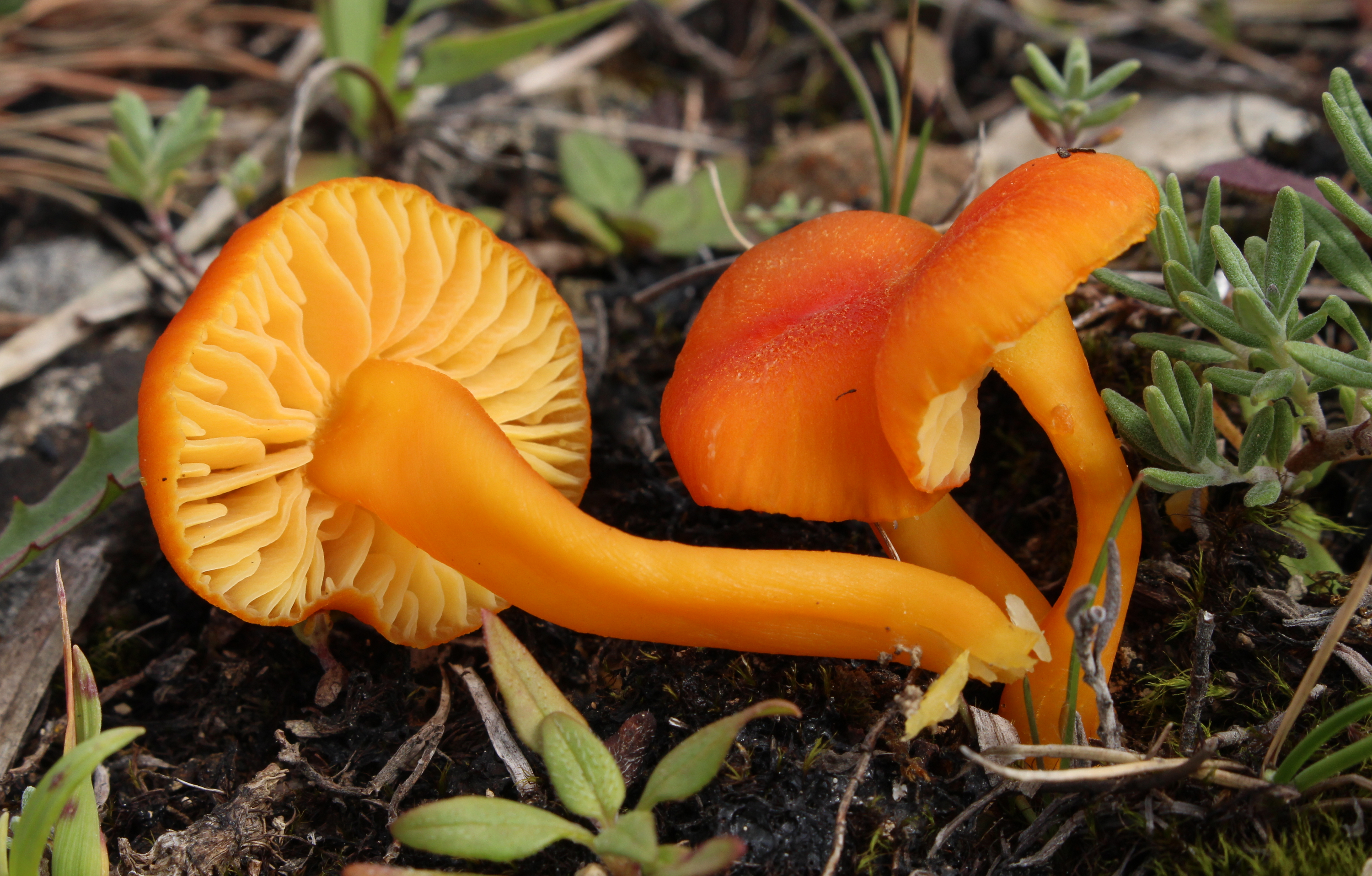

Hygrocybe calciphila Arnolds – gatunek grzybów z rodziny wodnichowatych (Hygrophoraceae).

## Systematyka i nazewnictwo
Pozycja w klasyfikacji według Index Fungorum: Hygrocybe, Hygrophoraceae, Agaricales, Agaricomycetidae, Agaricomycetes, Agaricomycotina, Basidiomycota, Fungi.
Po raz pierwszy takson ten opisał w 1985 r. Eef Arnolds na wapiennej glebie w Holandii. Synonimy nazwy naukowej:
- Hygrocybe calciphila var. microspora (Kühner) Bon 1989
- Hygrocybe miniata var. microspora Kühner 1977
- Pseudohygrocybe calciphila (Arnolds) Kovalenko 1988[2].

## Morfologia
Kapelusz
Średnica 1–2,5 cm, początkowo półkulisty, potem przechodzący w płaski z nieco zagłębionym środkiem, niehigrofaniczny. Powierzchnia łuskowata z nieco jaśniejszymi, pomarańczowo- żółtymi lub żółtawymi, bardzo cienkimi łuseczkami.
Blaszki
Rzadkie, lekko brzuchate, szeroko przyrośnięte, żółto-pomarańczowe.
Trzon
Wysokość 2–3 cm, grubość 0,2–0,3 cm, walcowaty lub nieco spłaszczony, żółtopomarańczowy, gładki, z białawą grzybnią u podstawy.
Miąższ
Cienki, pomarańczowożółty, bez wyraźnego zapachu i smaku.
Cechy mikroskopowe
Podstawki 42–52 × 6,0–7 μm, 2–(–3) zarodnikowe. Zarodniki w widoku z boku średnio 8,6 × 6,1 μm, w widoku z przodu średnio 8,0 × 6,0 μm, elipsoidalne, jajowate do półkulistych, niezwężone, dwujądrowe. Trama blaszek regularna, zbudowana z cylindrycznych strzępek o wymiarach średnio 71 × 9,2 μm. Skórka kapelusza typu trichoderma z elementami końcowymi średnio 45 × 7,9 μm, cylindrycznymi, tępo wrzecionowatymi do maczugowatych, zaobserwowano też kilka wąskich strzępek. Trama w trzonie regularna z niemal cylindrycznymi elementami o wymiarach średnio 82 × 12 μm. Skórka trzonu typu cutis, zbudowana z mniej więcej prostopadłych strzępek, podobnie jak u wilgotnicy purpurowej (Hygrocybe miniata). Zaobserwowano w niej tylko kilka tylko kilka włosków z elementami końcowymi o szerokości 4,5–6,0 μm. Na strzępkach w rozproszeniu są sprzążki, brak ich w hymenium.
Gatunki podobne
Jest wiele podobnych gatunków wilgotnic. Charakterystyczne cechy Hygrocybe calciphila to: pomarańczowe i pomarańczowo-czerwone kolory kapelusza i trzonu dzięki drobnym łuskom i preferencja do występowania na glebach wapiennych. Mikroskopowo wyróżnia się szeroko elipsoidalnymi i niezwężonymi zarodnikami, zwykle powstającymi na 4-zarodnikowych podstawkach. Jest blisko spokrewniona z wilgotnicą purpurową. Gatunki te można odróżnić jedynie badaniem mikroskopowym.

## Występowanie
Opisano występowanie Hygrocybe calciphila głównie w Europie. Jest tu szeroko rozprzestrzeniony na obszarze od Półwyspu Iberyjskiego i Morza Śródziemnego po środkową część Półwyspu Skandynawskiego, Anglię i Irlandię. Poza tym podano go na jednym stanowisku we wschodniej części Ameryki Północnej. W Polsce do 2003 r. nie był notowany, ale znaleziono go w latach późniejszych. Aktualne stanowiska podaje także internetowy atlas grzybów. Znajduje się w nim na liście gatunków zagrożonych i wartych objęcia ochroną.